# Newcastle (circonscription britanno-colombienne)
Pour les articles homonymes, voir Newcastle.
Circonscription électorale provinciale du Canada
Newcastle est une ancienne circonscription provinciale de la Colombie-Britannique représentée à l'Assemblée législative de la Colombie-Britannique de 1903 à 1924.

## Géographie
La circonscription représentait une partie de l'île de Vancouver et une grande partie de la ville de Nanaimo.

## Liste des députés
| Législature                                     | Années    | Député    | Député                      | Parti        |
| Newcastle                                       | Newcastle | Newcastle | Newcastle                   | Newcastle    |
| ----------------------------------------------- | --------- | --------- | --------------------------- | ------------ |
| 10e                                             | 1903–1907 |           | Parker Williams             | Socialiste   |
| 11e                                             | 1907–1909 |           | Parker Williams             | Socialiste   |
| 12e                                             | 1909–1912 |           | Parker Williams             | Socialiste   |
| 13e                                             | 1912–1916 |           | Parker Williams             | Socialiste   |
| 14e                                             | 1916–1918 |           | Parker Williams             | Indépendant  |
| 14e                                             | 1918-1920 |           | James Hurst Hawthornthwaite | Socialiste   |
| 15e                                             | 1920–1924 |           | Samuel Guthrie              | Travailliste |
| Circonscription abolie, voir Cowichan-Newcastle |           |           |                             |              |